# پرو کبدی
لیگ پرو کبدی (انگلیسی:Pro kabbadi League) که به دلایل حمایت مالی نیز با نام Vivo Pro Kabbadi شناخته می‌شود،یا به اختصار PKL، یک لیگ حرفه‌ای کبدی درحال برگزاری
در هند است. این لیگ در سال ۲۰۱۴ آغاز شد و شبکه استار اسپورت هند پخش این رقابت‌ها را به عهده گرفت. فرمت برگزاری این مسابقات بر پایۀ لیگ برتر کریکت هند بود. اولین فصل آن در سال ۲۰۱۴ با حضور هشت تیم برگزار شد که هر تیم برای حضور در این رقابت‌ها ۲۵۰ هزار دلار هزینه کرده بود.
فصل اول این رقابت‌ها با ۴۳۵ میلیون بیننده، پس ازلیگ برتر کریکت هند با ۵۵۲ میلیون بیننده در سال ۲۰۱۴، دومین رقابت ورزشی پربیننده سال شد؛ در حالی که فینال فصل اول لیگ بین جیپور پینک پنترز و یومومبا ۸۶٫۴ میلیون بیننده داشت.
شبکه استار اسپورت که حق پخش انحصاری این رقابت‌ها را در اختیار داشت به‌طور رسمی در سال ۲۰۱۵ اعلام کرد که ۷۴درصد از سهام شرکت مادر لیگ را خریداری می‌کند.
در رقابتهای سالهای ۲۰۱۷ و ۲۰۱۸–۱۹، تعداد تیمها به دوازده تیم افزایش پیدا کرد؛ این ماجرا باعث شد تا تیمهای حاضر در قالب ۲ گروه شش تیمی موسوم به «منطقه» به رقابت بپردازند. اما سبک برگزاری لیگ از سال ۲۰۱۹ به فرمت سابق خود بازگشت. 
فصل هشتم این لیگ که قرار بود اواسط سال ۲۰۲۰ برگزار شود، به دلیل همه‌گیری کووید-۱۹ به تعویق افتاد و فصل در۲۲دسامبر۲۰۲۱ آغاز شد.